# Thyene semiargentea
Thyene semiargentea es una especie de araña saltarina del género Thyene, familia Salticidae. Fue descrita científicamente por Simon en 1884.
Habita en Sudán, Uganda, Tanzania y Sudáfrica.